# Slapp Happy
Slapp Happy byla britsko-německá hudební skupina. Vznikla v roce 1972 v Hamburku a skládala se z klávesisty Anthonyho Moorea, kytaristy Petera Blegvada a zpěvačky Dagmar Krause. Po rozpadu skupiny v roce 1975 se její členové ještě několikrát spojili, stalo se tak v letech 1982, 1997 a 2000. Skupina vydala celkem šest studiových alb; z toho dvě společná se skupinou Henry Cow.

## Diskografie
Studiová alba
- Sort Of (1972)
- Slapp Happy (nebo také Casablanca Moon) (1974)
- Desperate Straights (1975) − se skupinou Henry Cow
- In Praise of Learning (1975) − se skupinou Henry Cow
- Acnalbasac Noom (1980)
- Ça Va (1998)